# Eta Sagittarii
Eta Sagittarii (Eta Sgr, η Sagittarii, η Sgr) è una stella binaria di magnitudine apparente 3,11 della costellazione del Sagittario. Dista 146 anni luce dal sistema solare. Ha anche altri nomi tradizionali, poco utilizzati, tra i quali Sephdar, dall'arabo الصفدر al-safdar ("guerriero violento"), e Ira Furoris, proveniente dal latino e che significa "ira furiosa". Anticamente ricevette anche il nome di Beta Telescopii (β Telescopii).

## Osservazione
Posta alla declinazione di 36°S, Eta Sagittarii è una stella dell'emisfero australe. Nell'emisfero boreale essa non può essere osservata a nord del 54º parallelo, il che esclude buona parte del Canada e l'Europa settentrionale. Nelle zone temperate dell'emisfero boreale, essa comunque apparirà molto bassa sull'orizzonte e la sua osservazione risulterà penalizzata. Diventa circumpolare solo alle latitudini più meridionali del 54°S, cioè solo nel continente antartico e nelle regioni più meridionali della Terra del Fuoco. La sua magnitudine pari a 3,11 le consente di essere scorta anche dalle aree urbane di moderate dimensioni, sebbene un cielo non troppo inquinato sia preferibile per la sua individuazione.

## Caratteristiche fisiche
Il sistema è composto da una gigante rossa di tipo spettrale M3,5III e da una stella bianco-gialla di sequenza principale di classe F7V. La principale ha una massa stimata in 1,5 M⊙ e, come molte stelle della sua classe, è una variabile irregolare. Con una bassa temperatura superficiale (3600 K) ed un raggio 62 volte quello del Sole, è 585 volte più luminosa, se si considera anche la radiazione infrarossa emessa da una stella così "fredda". La compagna, di magnitudine +7,8, è di massa un po' minore della principale, 1,3 volte quella del Sole, ma più calda, e dista dalla compagna 3,6 secondi d'arco, che corrispondono, alla distanza in cui si trova il sistema, ad almeno 165 au. Il periodo orbitale delle due stelle attorno al comune centro di massa è di almeno 1270 anni. L'età stimata del sistema è di circa 3 miliardi di anni.